# 公田
公田（こうでん/くうでん/くでん）とは、律令制において公（国家・朝廷）が所有している田地・畑地のこと。なお、その概念は時代によって異なるために注意を要する。

## 日本

### 乗田
公地公民制を掲げていた律令制初期においては、原則として土地は全て公のものであり、口分田など、その土地利用する権利を持つ者が定まっている有主の土地を私田と称するのに対して、この場合の「公田」とは、班田の際に余剰となるなどして無主の状態に置かれている田地・畑地である乗田（じょうでん）と同義であった。乗田は何らかの事情で口分田が使用不可能となった場合の代替地として用いたり、諸国でこれを賃租して地子収入を得て太政官に送るなどの措置を取っていた。

### その他の公田
ただし、律令法は中国律令の移入であったために、その意味に多少のぶれも生じた。すなわち、田令及び明法家の説では乗田のみを公田と称したが、官田や駅田、勅旨田、神田、寺田などの公的・準公的目的をもって経営され、その収益は全てその目的に利用されるために租庸調が徴収されない不輸租田の扱いを受ける土地についても中国律令の影響を受ける形で、公の目的に資する土地として公田の範疇に含まれる場合があったと考えられている。

### 公地公民制崩壊後の公田
天平年間以後、元来私田と考えられていた口分田の事を指して「公田」と称するようになった。これは墾田永年私財法によって、私墾田が公の支配を受けない私田として確立し、これに対する概念として公の支配を受ける土地を「公田」と称するようになったからと考えられている。また、時代は下るが『延喜式』によれば、墾田でも公が整備した用水などに依存して耕作している場合には原則として公の支配を受ける「公田」であると解されている。
口分田は原則国衙に公租を納入する輸租田であるが、平安時代に入ると荘園や口分田でありながら不輸の権・不入の権などを持って事実上の免税地と化した不輸租田などが登場すると、「公田」の範囲は更に狭まり、輸租田のみを「公田」と称するようになった。更に延久荘園整理令以後には国衙領のみが「公田」と呼ばれることになった。

### 中世における公田
中世に入ると、従来とは別の意味で「公田」という用語が使われるようになり、「くでん」という呼び方が一般的になる。
寺領においては官物部分を国衙に、雑役部分を領主である寺院に納付する「雑役免田」を指した。これは官物部分は領主である寺院には入らずに公租として納付されるからである。
鎌倉時代・室町時代においては、公による検注を経て大田文によって確定された「定公事田（定田）」を指した。定公事田は所領中の一定割合の範囲を指し、特定の田畑を指すものではなかったが、所当官物・御家人役・一国平均役・段銭などの賦課基準とされた。鎌倉時代には従来の国衙領をはじめとする公領と地頭のみにしか定公事田は設定されなかった（荘園公領制）が、南北朝の内乱を通して守護・地頭権力の浸透が進み、全ての大田文記載地に適用されるようになった。が設置された荘園戦国大名もこれを継承して貫高の基準としたが、次第に大名独自の検地・検地帳が採用されるようになり、旧来の大田文に基づいた「公田」概念は希薄化していくことになる。最終的に太閤検地による石高制導入によって解体されることになる。

### 公田の地名が残る例
- 公田町 (前橋市)（くでんまち） - 群馬県前橋市の地名。
- 公田町 (横浜市)（くでんちょう） - 神奈川県横浜市栄区の地名[1]。

## 中国
中国においても私田の対立概念で用いられる。井田制においては、土地を3×3に分割し、周囲の8区画を人民が耕し、中央に残された1区画を「公田」として8区画の人民が共同で耕作して領主への税に充てたとされている。
秦以後には屯田や公廨田、職田、学田、駅田などが「公田」として扱われ、その制度の一部は日本でも採用された。唐代以後には「官田」とも呼ぶようになる。

## 朝鮮半島
朝鮮半島において高麗末から李氏朝鮮時代に科田法の下で収租権者によって私田と公田とに分けられ公私田ともに1結の生産能力の10分の1である30斗が収租権者の取り分とされた。
公田として軍資寺帰属の軍資田、王室帰属の陵寝田、倉庫田、宮司田、官府帰属の寺司田、神社田などがあった。